# Prionolabis rudimentis
Prionolabis rudimentis là một loài ruồi trong họ Limoniidae. Chúng phân bố ở miền Tân bắc.